# Coupe de la Ligue portugaise de football 2012-2013
Navigation
Coupe de la Ligue 2011-2012 Coupe de la Ligue 2013-2014
La coupe de la ligue portugaise de football 2012-2013 (pt : Taça da liga), est la sixième édition de la coupe de la Ligue portugaise de football. Les 16 équipes de première division (Primera Liga) et 16 équipes (22 moins les six équipes réserves) de deuxième division (Segunda Liga depuis cette année, Liga de Honra auparavant) participent à cette compétition soit 32 équipes. Elles y participent selon le même format que celui de l'année dernière.
Le Sporting Braga gagne cette compétition en disposant en finale 1-0 du FC Porto.

## Déroulement de la compétition

### Calendrier
| Tour | Nom            | Date                                                       | Participants   |
| 1    | Premier tour   | 28 et 29 juillet, 1 et 5 août 2012                         | 16             |
| 2    | Deuxième tour  | 8, 9, 13, 19 et 26 septembre, 3, 13, 14 et 31 octobre 2012 | 16 (8+8 de PL) |
| 3    | Troisième tour | 18, 19, 29 et 30 décembre 2012, 2 et 9 janvier 2013        | 16 (8+8 de PL) |
| 4    | Demi-finales   | 27 février et 3 avril 2013                                 | 4              |
| 5    | Finale         | 13 avril 2013                                              | 2              |

### Participants
- Entre parenthèses, figure le classement de la saison dernière

| Clubs de Primera Liga (16)  | Clubs de Segunda Liga (16)  |
| arrivent au 3e tour         | arrivent au 1er tour        |
| --------------------------- | --------------------------- |
| Porto (1er PL)              | Feirense (15e PL)           |
| Benfica (2e PL)             | Desportivo das Aves (3e LH) |
| Sp. Braga (3e PL)           | Naval (4e LH)               |
| Sporting CP (4e PL)         | Belenenses (5e LH)          |
| Marítimo (5e PL)            | Oliveirense (6e LH)         |
| V. Guimarães (6e PL)        | Trofense (7e LH)            |
| Nacional (7e PL)            | Penafiel (8e LH)            |
| Olhanense (8e PL)           | Atlético CP (9e LH)         |
| arrivent au 2e tour         | União da Madeira (10e LH)   |
| Gil Vicente (9e PL)         | Leixões (11e LH)            |
| Paços de Ferreira (10e PL)  | Santa Clara (12e LH)        |
| Vitória de Setúbal (11e PL) | Arouca (13e LH)             |
| Beira-Mar (12e PL)          | Freamunde (14e LH)          |
| Académica (13e PL)          | Covilhã (15e LH)            |
| Rio Ave (14e PL)            | Portimonense (16e LH)       |
| Estoril-Praia (1er LH)      | Tondela (2e IID)            |
| Moreirense (2e LH)          |                             |

Légende : (PL) = Primera Liga, (LH) = Liga de Honra, (IID) = II Divisão

## Premier tour

### Format
- Ce premier tour est joué entre les 16 équipes de deuxième division (Segunda Liga) pouvant disputer cette compétition[2].
- Les rencontres sont disputées les 28 et 29 juillet, 1 et 5 août 2012.
- Ce tour se dispute sous forme de poules de quatre équipes. Deux équipes par poule reçoivent deux fois et se déplacent une fois, les deux autres faisant l'inverse. L'ordre des matchs qui est tiré au sort est le suivant : 
  - Journée 1 : L'équipe 1 reçoit l'équipe 2 et l'équipe 4 reçoit l'équipe 3
  - Journée 2 : L'équipe 1 reçoit l'équipe 4 et l'équipe 3 reçoit l'équipe 2
  - Journée 3 : L'équipe 2 reçoit l'équipe 4 et l'équipe 3 reçoit l'équipe 1.
- Les deux premiers de chaque poule sont qualifiés pour le tour suivant.
- En cas d'égalité, les critères suivants sont utilisés :

1. Différence de buts
2. Nombre de buts marqués
3. Plus petit âge moyen des joueurs utilisés[2].

### Tirage au sort
- Il est effectué le 5 juillet 2012[3].
- Les équipes sont réparties en quatre pots : 
  - Dans le pot 1, se trouvent le 15e de Primera Liga, ainsi que les 3e, 4e et 5e de la dernière saison de Liga de Honra (deuxième division). Ces équipes se voient attribuer le numéro 1.
  - Dans le pot 2, se trouvent les équipes classées de la 6e à la 9e place de la dernière Liga de Honra. Ces équipes se voient attribuer le numéro 2.
  - Dans le pot 3, se trouvent les équipes classées de la 10e à la 13e place de la dernière Liga de Honra. Ces équipes se voient attribuer le numéro 3.
  - Dans le pot 4, se trouvent les équipes classées de la 14e à la 16e de la dernière Liga de Honra ainsi que le promu de la II Divisão. Ces équipes se voient attribuer le numéro 4.

| Pot 1               | Pot 2       | Pot 3            | Pot 4        |
| ------------------- | ----------- | ---------------- | ------------ |
| Feirense            | Oliveirense | União da Madeira | Freamunde    |
| Desportivo das Aves | Trofense    | Leixões          | Covilhã      |
| Naval               | Penafiel    | Santa Clara      | Portimonense |
| Belenenses          | Atlético CP | Arouca           | Tondela      |

| # | Groupe A         | Groupe B    | Groupe C     | Groupe D            |
| - | ---------------- | ----------- | ------------ | ------------------- |
| 1 | Belenenses       | Naval       | Feirense     | Desportivo das Aves |
| 2 | Oliveirense      | Atlético CP | Penafiel     | Trofense            |
| 3 | União da Madeira | Arouca      | Leixões      | Santa Clara         |
| 4 | Freamunde        | Covilhã     | Portimonense | Tondela             |

### Groupe A
Source : www.ligaportugal.pt
| Rang | Équipe           | Pts | J | G | N | P | Bp | Bc | Diff |  | Résultats (▼ dom., ► ext.) | Uni | Fre | Bel | Oli |
| ---- | ---------------- | --- | - | - | - | - | -- | -- | ---- |  | -------------------------- | --- | --- | --- | --- |
| 1    | União (SL)       | 7   | 3 | 2 | 1 | 0 | 4  | 2  | +2   |  | União                      |     |     | 1-0 | 2-1 |
| 2    | Freamunde (SL)   | 4   | 3 | 1 | 1 | 1 | 3  | 3  | 0    |  | Freamunde                  | 1-1 |     |     |     |
| 3    | Belenenses (SL)  | 4   | 3 | 1 | 1 | 1 | 2  | 2  | 0    |  | Belenenses                 |     | 1-0 |     | 1-1 |
| 4    | Oliveirense (SL) | 1   | 3 | 0 | 1 | 2 | 3  | 5  | -2   |  | Oliveirense                |     | 1-2 |     |     |

Légende : (SL) = Segunda Liga

### Groupe B
Source : www.ligaportugal.pt
| Rang | Équipe        | Pts | J | G | N | P | Bp | Bc | Diff |  | Résultats (▼ dom., ► ext.) | Nav | Cov | Aro | Atl |
| ---- | ------------- | --- | - | - | - | - | -- | -- | ---- |  | -------------------------- | --- | --- | --- | --- |
| 1    | Naval (SL)    | 5   | 3 | 1 | 2 | 0 | 4  | 2  | +2   |  | Naval                      |     | 1-1 |     | 3-1 |
| 2    | Covilhã (SL)  | 4   | 3 | 1 | 1 | 1 | 5  | 4  | +1   |  | Covilhã                    |     |     | 4-2 |     |
| 3    | Arouca (SL)   | 4   | 3 | 1 | 1 | 1 | 4  | 5  | -1   |  | Arouca                     | 0-0 |     |     | 2-1 |
| 4    | Atlético (SL) | 3   | 3 | 1 | 0 | 2 | 3  | 5  | -2   |  | Atlético                   |     | 1-0 |     |     |

Légende : (SL) = Segunda Liga

### Groupe C
Source : www.ligaportugal.pt
| Rang | Équipe            | Pts | J | G | N | P | Bp | Bc | Diff |  | Résultats (▼ dom., ► ext.) | Fei | Lei | Por | Pen |
| ---- | ----------------- | --- | - | - | - | - | -- | -- | ---- |  | -------------------------- | --- | --- | --- | --- |
| 1    | Feirense (SL)     | 7   | 3 | 2 | 1 | 0 | 4  | 2  | +2   |  | Feirense                   |     |     | 2-1 | 2-1 |
| 2    | Leixões (SL)      | 3   | 3 | 0 | 3 | 0 | 2  | 2  | 0    |  | Leixões                    | 0-0 |     |     | 1-1 |
| 3    | Portimonense (SL) | 2   | 3 | 0 | 1 | 1 | 3  | 4  | -1   |  | Portimonense               |     | 1-1 |     |     |
| 4    | Penafiel (SL)     | 2   | 3 | 0 | 2 | 1 | 3  | 4  | -1   |  | Penafiel                   |     |     | 1-1 |     |

Légende : (SL) = Segunda Liga

### Groupe D
Source : www.ligaportugal.pt
| Rang | Équipe           | Pts | J | G | N | P | Bp | Bc | Diff |  | Résultats (▼ dom., ► ext.) | San | Ave | Ton | Tro |
| ---- | ---------------- | --- | - | - | - | - | -- | -- | ---- |  | -------------------------- | --- | --- | --- | --- |
| 1    | Santa Clara (SL) | 9   | 3 | 3 | 0 | 0 | 9  | 1  | +8   |  | Santa Clara                |     | 3-1 |     | 5-0 |
| 2    | Aves (SL)        | 6   | 3 | 2 | 0 | 1 | 9  | 4  | +5   |  | Aves                       |     |     | 3-0 | 5-1 |
| 3    | Tondela (SL)     | 3   | 3 | 1 | 0 | 2 | 1  | 4  | -3   |  | Tondela                    | 0-1 |     |     |     |
| 4    | Trofense (SL)    | 0   | 3 | 0 | 0 | 3 | 1  | 11 | -10  |  | Trofense                   |     |     | 0-1 |     |

Légende : (SL) = Segunda Liga

## Deuxième tour

### Format
- Ce tour se joue entre les deux premiers de chaque groupe du tour précédent, les six clubs de Primera Liga 2011-2012 (première division) classés de la neuvième à la quatorzième place et les deux équipes promues de Liga de Honra 2011-2012 (deuxième division)[2].
- Ce tour se dispute par matchs aller-retour.
- En cas d'égalité au cumul des deux matchs, il n'y a pas de prolongations et la qualification se joue lors d'une séance de tirs au but.
- Les matches ont lieu les 8, 9, 13, 19 et 26 septembre, 3, 13, 14 et 31 octobre 2012.

### Tirage au sort
- Il a lieu le 29 août 2012[4].
- Les équipes sont réparties en deux pots :
  - Dans le pot A, les huit clubs qualifiés issus du premier tour.
  - Dans le pot B, les huit clubs entrants à ce tour de la compétition, soit les clubs classés de la 9e à la 14e place lors de la dernière saison de Primera Liga et les deux promus de Liga de Honra.
- Les équipes du Pot A reçoivent au match aller les équipes du pot B avant de se déplacer au match retour.

| Pot A       | Pot B       |
| ----------- | ----------- |
| Feirense    | Gil Vicente |
| Aves        | P. Ferreira |
| Naval       | V. Setúbal  |
| União       | Beira-Mar   |
| Leixões     | Académica   |
| Santa Clara | Rio Ave     |
| Freamunde   | Estoril     |
| Covilhã     | Moreirense  |

### Résultats
| Dates                      | Club             | Aller | Cumul            | Retour | Club             |
| -------------------------- | ---------------- | ----- | ---------------- | ------ | ---------------- |
| 8 et 19 septembre          | Leixões (SL)     | 0-1   | 1-2              | 1-1    | V. Setúbal (PL)  |
| 8 septembre et 14 octobre  | Covilhã (SL)     | 2-0   | 2-2 (2-3 t.a.b.) | 0-2    | Académica (PL)   |
| 9 septembre et 13 octobre  | Naval (SL)       | 1-1   | 3-2              | 2-1    | Gil Vicente (PL) |
| 13 septembre et 31 octobre | União (SL)       | 0-1   | 1-2              | 1-1    | Estoril (PL)     |
| 26 septembre et 31 octobre | Feirense (SL)    | 1-0   | 1-1 (2-4 t.a.b.) | 0-1    | Moreirense (PL)  |
| 26 septembre et 31 octobre | Santa Clara (SL) | 0-1   | 0-4              | 0-3    | Beira-Mar (PL)   |
| 26 septembre et 31 octobre | Freamunde (SL)   | 2-3   | 2-3              | 0-0    | Rio Ave (PL)     |
| 3 et 31 octobre            | Aves (SL)        | 0-1   | 0-2              | 0-1    | P. Ferreira (PL) |

Légende : (PL) = Primera Liga, (SL) = Segunda Liga

## Troisième tour

### Format
- Ce troisième tour est joué avec les équipes qualifiées du second tour et les huit premiers de la Primera Liga 2011-2012.
- Les matchs ont lieu les 18, 19, 29 et 30 décembre 2012, les 2 et 9 janvier 2013.
- Ce tour se dispute sous forme de poules de quatre équipes. Deux équipes par poule reçoivent deux fois et se déplacent une fois, les deux autres faisant l'inverse. L'ordre des matchs qui est tiré au sort est le suivant : 
  - Journée 1 : L'équipe 2 reçoit l'équipe 1 et l'équipe 4 reçoit l'équipe 3
  - Journée 2 : L'équipe 4 reçoit l'équipe 1 et l'équipe 3 reçoit l'équipe 2
  - Journée 3 : L'équipe 1 reçoit l'équipe 3 et l'équipe 2 reçoit l'équipe 4.
- Les vainqueurs de poules sont qualifiés pour le tour suivant.
- En cas d'égalité, les critères suivants sont utilisés :

1. Différence de buts
2. Nombre de buts marqués
3. Plus petit âge moyen des joueurs utilisés[2].

### Tirage au sort
- Il est effectué le 5 novembre 2012[5].
- Les équipes sont réparties de la façon suivante : 
  - Dans le pot 1, se trouvent les équipes classées de la 1re à la 4e place lors de la saison précédente de Primera Liga. Ces équipes sont numérotées 1.
  - Dans le pot 2, se trouvent les équipes classées de la 5e à la 8e place lors de la saison précédente de Primera Liga. Ces équipes sont numérotées 2.
  - Dans le pot 3, se trouvent les quatre équipes les mieux classées la saison précédente en championnat parmi celles qui ont disputé le second tour. Ces équipes sont numérotées 3.
  - Dans le pot 4, se trouvent les quatre autres équipes issues du second tour[2].

| Pot 1    | Pot 2        | Pot 3       | Pot 4      |
| -------- | ------------ | ----------- | ---------- |
| Porto    | Marítimo     | P. Ferreira | Rio Ave    |
| Benfica  | V. Guimarães | V. Setúbal  | Estoril    |
| Braga    | Nacional     | Beira-Mar   | Moreirense |
| Sporting | Olhanense    | Académica   | Naval      |

| # | Groupe A   | Groupe B     | Groupe C    | Groupe D   |
| - | ---------- | ------------ | ----------- | ---------- |
| 1 | Porto      | Braga        | Sporting    | Benfica    |
| 2 | Nacional   | V. Guimarães | Marítimo    | Olhanense  |
| 3 | V. Setúbal | Beira-Mar    | P. Ferreira | Académica  |
| 4 | Estoril    | Naval        | Rio Ave     | Moreirense |

### Groupe A
Source : www.ligaportugal.pt
| Rang | Équipe          | Pts | J | G | N | P | Bp | Bc | Diff |  | Résultats (▼ dom., ► ext.) | Por | V.Set | Nac | Est |
| ---- | --------------- | --- | - | - | - | - | -- | -- | ---- |  | -------------------------- | --- | ----- | --- | --- |
| 1    | Porto (PL)      | 7   | 3 | 2 | 1 | 0 | 5  | 2  | +3   |  | Porto                      |     | 1-0   |     |     |
| 2    | V. Setúbal (PL) | 4   | 3 | 1 | 1 | 1 | 3  | 2  | +1   |  | V. Setubal                 |     |       | 3-1 |     |
| 3    | Nacional (PL)   | 3   | 3 | 1 | 0 | 2 | 2  | 5  | -3   |  | Nacional                   | 0-2 |       |     | 1-0 |
| 4    | Estoril (PL)    | 2   | 3 | 0 | 2 | 1 | 2  | 3  | -1   |  | Estoril                    | 2-2 | 0-0   |     |     |

Légende : (PL) = Primera Liga

### Groupe B
Source : www.ligaportugal.pt
| Rang | Équipe            | Pts | J | G | N | P | Bp | Bc | Diff |  | Résultats (▼ dom., ► ext.) | Bra | V.Gui | Bei | Nav |
| ---- | ----------------- | --- | - | - | - | - | -- | -- | ---- |  | -------------------------- | --- | ----- | --- | --- |
| 1    | Braga (PL)        | 7   | 3 | 2 | 1 | 0 | 5  | 1  | +4   |  | Braga                      |     |       | 3-0 |     |
| 2    | V. Guimarães (PL) | 5   | 3 | 1 | 2 | 0 | 4  | 2  | +2   |  | V. Guimarães               | 0-0 |       |     | 2-0 |
| 3    | Beira-Mar (PL)    | 2   | 3 | 0 | 2 | 1 | 2  | 5  | -3   |  | Beira-Mar                  |     | 2-2   |     |     |
| 4    | Naval (SL)        | 1   | 3 | 0 | 1 | 2 | 1  | 4  | -3   |  | Naval                      | 1-2 |       | 0-0 |     |

Légende : (PL) = Primera Liga, (SL) = Segunda Liga

### Groupe C
Source : www.ligaportugal.pt
| Rang | Équipe           | Pts | J | G | N | P | Bp | Bc | Diff |  | Résultats (▼ dom., ► ext.) | Rio | P.Fer | Spo | Mar |
| ---- | ---------------- | --- | - | - | - | - | -- | -- | ---- |  | -------------------------- | --- | ----- | --- | --- |
| 1    | Rio Ave (PL)     | 6   | 3 | 2 | 0 | 1 | 6  | 3  | +3   |  | Rio Ave                    |     | 2-3   | 3-0 |     |
| 2    | P. Ferreira (PL) | 6   | 3 | 2 | 0 | 1 | 5  | 3  | +2   |  | P. Ferreira                |     |       |     | 2-0 |
| 3    | Sporting (PL)    | 4   | 3 | 1 | 1 | 1 | 3  | 5  | -2   |  | Sporting                   |     | 1-0   |     |     |
| 4    | Marítimo (PL)    | 1   | 3 | 0 | 1 | 2 | 2  | 5  | -3   |  | Marítimo                   | 0-1 |       | 2-2 |     |

Légende : (PL) = Primera Liga

### Groupe D
Source : www.ligaportugal.pt
| Rang | Équipe          | Pts | J | G | N | P | Bp | Bc | Diff |  | Résultats (▼ dom., ► ext.) | Ben | Mor | Aca | Olh |
| ---- | --------------- | --- | - | - | - | - | -- | -- | ---- |  | -------------------------- | --- | --- | --- | --- |
| 1    | Benfica (PL)    | 7   | 3 | 2 | 1 | 0 | 6  | 4  | +2   |  | Benfica                    |     |     | 3-2 |     |
| 2    | Moreirense (PL) | 3   | 3 | 0 | 3 | 0 | 3  | 3  | 0    |  | Moreirense                 | 1-1 |     | 2-2 |     |
| 3    | Académica (PL)  | 2   | 3 | 0 | 2 | 1 | 4  | 5  | -1   |  | Académica                  |     |     |     | 0-0 |
| 4    | Olhanense (PL)  | 2   | 3 | 0 | 2 | 1 | 1  | 2  | -1   |  | Olhanense                  | 1-2 | 0-0 |     |     |

Légende : (PL) = Primera Liga

## Phase finale

### Demi-finales

#### Format
- La première demi-finale oppose le vainqueur du Groupe B à celui du Groupe D.
- La deuxième demi-finale oppose le vainqueur du Groupe A à celui du Groupe C.
- En cas d'égalité à la fin du temps réglementaire, les deux clubs se départagent lors d'une séance de tirs au but[2].

#### Résultats
| Mercredi 27 février 2013 | Braga                                       | 0 – 0             | Benfica                                                          | Estádio AXA, Braga                              |                                                 |
| 19h45                    | Baiano 38e · Alan 54e                       | (0 - 0)           | Roderick 15e · Luisão 22e · Gaitán 70e · Martins 80e · Aimar 82e | Spectateurs : 10 141 Arbitrage : Marco Ferreira | Spectateurs : 10 141 Arbitrage : Marco Ferreira |
| 19h45                    | Rapport                                     |                   |                                                                  | Spectateurs : 10 141 Arbitrage : Marco Ferreira | Spectateurs : 10 141 Arbitrage : Marco Ferreira |
| 19h45                    | Alan · Custódio · João Pedro · Rúben Amorim | Tirs au but 3 - 2 | Rodrigo · Luisão · Enzo Pérez · Roderick · Gaitán                | Spectateurs : 10 141 Arbitrage : Marco Ferreira | Spectateurs : 10 141 Arbitrage : Marco Ferreira |

| Mercredi 3 avril 2013 | Porto                                                                  | 4 – 0   | Rio Ave                                 | Estádio do Dragão, Porto                     |                                              |
| 16h45                 | James 57e · Fernando 72e · Defour 82e · Izmaïlov 90+2e · Mangala 90+3e | (0 - 0) | Oblak 54e · Lionn 90+2e · Nivaldo 90+3e | Spectateurs : 12 509 Arbitrage : Hugo Miguel | Spectateurs : 12 509 Arbitrage : Hugo Miguel |
| 16h45                 | Rapport                                                                |         |                                         | Spectateurs : 12 509 Arbitrage : Hugo Miguel | Spectateurs : 12 509 Arbitrage : Hugo Miguel |

### Finale

#### Format
- Elle se déroule le 13 avril 2013 au Stade municipal de Coimbra de Coimbra.
- En cas d'égalité à l'issue du match, une séance de tirs au but est disputée[2].

#### Résultat
| Samedi 13 avril 2013 | Braga                                                                           | 1 - 0   | Porto           | Stade municipal de Coimbra, Coimbra          |                                              |
| 19h45                | Echiejile 36e · Alan 45e · Baiano 48e · Mossoró 67e · Custódio 80e · Quim 90+4e | (1 - 0) | Ba 17e · Ba 45e | Spectateurs : 18 519 Arbitrage : João Capela | Spectateurs : 18 519 Arbitrage : João Capela |
| 19h45                | Rapport                                                                         |         |                 | Spectateurs : 18 519 Arbitrage : João Capela | Spectateurs : 18 519 Arbitrage : João Capela |

## Classement des buteurs
Source : ligaportugal.pt
| Rang | Joueur           | Club                | Buts |
| ---- | ---------------- | ------------------- | ---- |
| 1    | Rabiola          | Desportivo das Aves | 5    |
| 1    | Fabrício         | Sporting Covilhã    | 5    |
| 1    | Josué            | Paços de Ferreira   | 5    |
| 1    | Porcellis        | Santa Clara         | 5    |
| 5    | Lima             | Benfica             | 3    |
| 5    | Nabil Ghilas     | Moreirense          | 3    |
| 5    | Albert Meyong Ze | Vitória de Setúbal  | 3    |